# Kvartskrystal resonator
 For alternative betydninger, se Krystal (flertydig). (Se også artikler, som begynder med Krystal)
En kvartskrystal resonator eller kortere et krystal er i elektroniksammenhænge en komponent, som indeholder kvarts med en piezoelektrisk effekt formet som en plade, skive eller gaffel. Herefter forsynes det med to elektroder, eksterne tilledninger/terminaler og indbygges i et beskyttende hus.

## Anvendelse
Krystallet indgår oftest i et oscillatorkredsløb eller i elektriske filtre.
Flere krystaller kan indgå i et elektronisk kredsløb med formålet at lade et mindre frekvensbånd passere. Et sådan kredsløb kaldes et krystalfilter.

## Kvartsbaserede krystaller
Kvartsbaserede krystaller har følgende ønskede egenskaber:
- Temperaturstabilitet. Krystallers frekvens opgives typisk med 6 eller 7 betydende cifre simpelthen fordi de er så præcise.
- Ældningsstabilitet.
- Lavt elektromekanisk tab. Godheden er typisk på mellem 10.000 og op til 1.000.000. Almindelige elektriske svingningskredse har typisk en godhed på mellem 50 og 300.

En kvartskrystal formet som plade, kan pga. mekaniske årsager, kun svinge på grundtoner mellem ca. 0,1-10 MHz. Måden man får det til at svinge ved højere frekvenser, er ved at anvende det på en ulige overtone. Krystallet på billedet med frekvensen 27,095 MHz er faktisk et krystal på ca. 9,032 MHz, som bringes til at svinge på 3. overtone.
Det at et kvartsbaseret krystal har en høj godhed muliggør oscillatorer og filtre med lav støj og forvrængning.

## Andet
Den piezoelektriske effekt anvendes til at bringe krystallet til at svinge ved en bestemt frekvens. På grund af den store frekvensstabilitet bruges signalet fra krystal-styrede oscillatorer, også kaldet krystaloscillatorer, til specielle formål:
- I digitalure anvendes signalet som det "pendul" der styrer urets gang – krystallets høje frekvensstabilitet betyder at uret er længe om at vinde eller tabe et minut.
- I radioteknikken er det vigtigt for både sendere og modtagere at "vide" hvilken frekvens der arbejdes ved. Derfor bruges en krystaloscillator ofte i radioudstyr til at levere et "referencesignal" med en veldefineret frekvens til at styre hvilken frekvens der hhv. sendes og modtages på.

Da et krystal ændrer sig lidt med temperaturen, har man (ved præcisionsapparater) oprindeligt haft dem siddende i en lille opvarmet dåse – en krystalovn – der holder temperaturen stabil, oftest omkring 60-70 grader. Teknologien har nu muliggjort en fabrikationsmetode, så man præcist kan forudberegne krystallets temperaturdrift. Derved kan oscillatorkredsløbet beregnes med komponenter der har en tilsvarende (men modsat) temperaturkoefficient, så man kan undgå den besværlige og dyre krystalovn. En sådan TCXO (Temperature Compensated Xtal Oscillator) er stabil indenfor 2 minutter, hvorimod en krystalovn gerne skulle have 20-30 min. at blive stabil på.